# Хлам (фильм)
«Хлам» (англ. Stuff) — короткометражный документальный фильм главной темой которого служит изображение хаотичной и нестабильной жизни музыканта Джона Фрушанте, который на момент съёмок страдал от героиновой зависимости, что ранее послужило причиной его ухода из Red Hot Chili Peppers. Картина показывает обстановку в жилище Фрушанте, в котором позже случился пожар, уничтоживший коллекционную гитару и несколько музыкальных плёнок.
Фильм был выпущен в виде промо на VHS в 1990-х. В фильме присутствуют композиции «Untitled #2» из альбома Фрушанте Niandra Lades and Usually Just a T-Shirt, поверх которой читается поэма, и одна из невыпущенных песен, элементы которой присутствуют в «Untitled #5» из того же альбома.

## В ролях
| Актёр         | Роль               |
| ------------- | ------------------ |
| Джон Фрушанте | в роли самого себя |
| Тимоти Лири   | в роли самого себя |

## Саундтрек
Слова и музыка всех песен — были написаны Джоном Фрушанте, кроме указанных.
| №  | Название                                             | Длительность |
| -- | ---------------------------------------------------- | ------------ |
| 1. | «Unknown»                                            | 1:14         |
| 2. | «Running Away into You»                              | 1:52         |
| 3. | «Untitled #2»                                        | 4:18         |
| 4. | «Untitled #3»                                        | 1:48         |
| 5. | «Hallelujah» (Леонард Коэн; исполнена Джоном Кейлом) | 2:16         |